# Ân Khư
Ân Khư (tiếng Trung: 殷墟; bính âm: Yīnxū, nghĩa là "Tàn tích của nhà Ân") là địa điểm, một trong những kinh đô lịch sử cổ đại chính của Trung Quốc. Nó là nguồn gốc của khám phá khảo cổ về giáp cốt và giáp cốt văn, từ đó xác định được chữ viết sớm nhất của Trung Quốc. Những tàn tích khảo cổ được gọi là Ân Khư đại diện cho thành phố cổ, kinh đô cuối cùng của Nhà Thương (còn được gọi là nhà Ân) tồn tại qua 8 thế hệ trong 255 năm với 12 đời vua. Ân Khư được phát hiện hoặc cũng có thể là tái khám phá vào năm 1899. Đây hiện là một trong những địa điểm khảo cổ lâu đời nhất và lớn nhất của Trung Quốc đã được UNESCO công nhận là Di sản thế giới. Nó nằm tại phía bắc tỉnh Hà Nam, gần thành phố hiện đại An Dương ngày nay, gần với ranh giới của tỉnh Hà Bắc và Sơn Tây.

## Lịch sử
Một trong những ngôi mộ nổi tiếng nhất là mộ của Phụ Hảo (婦好), vợ của vị vua thứ 22 của nhà Thương là Vũ Đinh (武丁). Ngôi mộ này được phát hiện và giữ nguyên trạng. Ngôi mộ này có 6 bộ xương chó; ít nhất 16 bộ xương người bên cạnh xương của Phụ Hảo; hơn 440 hiện vật bằng đồng; gần 600 miếng ngọc, đá và xương được chạm khắc, và khoảng 7000 đồng tiền của thời đó - tiền vỏ sò.
Ân Khư còn nổi tiếng do phát hiện xương và mai rùa và các chữ khắc trên đó (gọi là giáp cốt văn), mà người ta cho rằng đây là khởi nguồn của chữ Hán và văn viết chữ Hán. Người ta đã sưu tập được hơn 160.000 mảnh giáp cốt, và hơn 1.000 hiện vật bằng đồng xanh. Trên đó các học giả tổng kết được khoảng 4.500 đơn tự và đọc hiểu được khoảng 3.000, trong đó có 1.500 chữ được các học giả nhất trí về ngữ nghĩa. Nội dung của các mảnh giáp cốt đó viết về tình hình chính trị, kinh tế, văn hóa, xã hội của đời nhà Thương, xác nhận các sử liệu ghi chép trong các sách sử cổ nói chung là chính xác.